# Liste der Monuments historiques in Châtillon-sur-Seine
Die Liste der Monuments historiques in Châtillon-sur-Seine führt die Monuments historiques in der französischen Stadt Châtillon-sur-Seine auf.

## Liste der Immobilien
| Bezeichnung                      | Beschreibung | Standort                                             | Kennzeichnung | Schutzstatus | Datum | Bild           |
| -------------------------------- | --- | ---------------------------------------------------- | ------------- | ------------ | ----- | -------------- |
| Maison de l’Arquebuse            | ehemaliges Schießhaus, 1619 fertiggestellt; Balkon, Schmiedeeisen, 18. Jahrhundert | Impasse de l’Arquebuse (Lage)                        | PA00112199    | Inscrit      | 1925  | weitere Bilder |
| Hôtel particulier                | Hôtel particulier, vermutlich 1646 erbaut | 10 rue des Avocats, 7 rue du Congrès (Lage)          | PA00112200    | Inscrit      | 1987  | weitere Bilder |
| Hôtel particulier                | Hôtel particulier, 17. Jahrhundert | 25 rue du Bourg-à-Mont (Lage)                        | PA00112201    | Inscrit      | 1928  |                |
| Menhir                           | jungsteinzeitlich | Parc de la Mairie (Lage)                             | PA00112202    | Classé       | 1923  | weitere Bilder |
| Pont du Perthuis-au-Loup         | 1713 erbaut | Rue du Sonsouis (Lage)                               | PA00112203    | Inscrit      | 1928  | weitere Bilder |
| Pont des Boulangers              | auch Pont des Grandes Grilles oder Pont des Tourniquets; 1596 erbaut | Allée des Boulangers (Lage)                          | PA00112204    | Inscrit      | 1928  | weitere Bilder |
| Porte de Paris                   | Stadttor, 1765 erbaut | Rue de l’Abbaye, Rue Courcelles-Prévoires (Lage)     | PA00112205    | Inscrit      | 1950  | weitere Bilder |
| Porte Dijonnaise                 | Teil der ehemaligen Stadtbefestigung aus dem 16. Jahrhundert | Rue du Bourg-à-Mont (Lage)                           | PA00112206    | Inscrit      | 1925  |                |
| Hôtel-de-Ville                   | Benediktinerkloster, 1619 angesiedelt, nach der Französischen Revolution aufgehoben und als Nationalgut verkauft; ab 1820 Hôtel-de-Ville und Unterpräfektur; Gebäudebestand aus der zweiten Hälfte des 17. Jahrhunderts, um 1830 ergänzt    | 5 Rue du President Carnot (Lage)                     | PA00112207    | Inscrit      | 1929  | weitere Bilder |
| Bastion du Petit-Haut            | Teil der ehemaligen Stadtbefestigung; bezeichnet 1671 | rue Saint-Jean (Lage)                                | PA00112189    | Inscrit      | 1925  | weitere Bilder |
| Franziskanerkloster              | Franziskanerkloster, 1226 gegründet, Kirche 1248 geweiht; 1594 in den Religionskriegen weitgehend zerstört, während des 17. Jahrhunderts rekonstruiert; 1791 als Nationalgut verkauft, Kirche und Südflügel des Kreuzgangs 1832 abgebrochen | 9bis Avenue Edouard Herriot (Lage)                   | PA00112191    | Inscrit      | 1982  | weitere Bilder |
| Hôtel du Congrès                 | Hôtel particulier, 18. Jahrhundert; hier wurde der Kongress von Châtillon abgehalten | 3 rue du Congrès (Lage)                              | PA00112195    | Inscrit      | 1983  | weitere Bilder |
| Hôtel particulier                | aus dem 18. Jahrhundert | 9 Rue du Bourg (Lage)                                | PA00112196    | Inscription  | 1980  | weitere Bilder |
| Maison des Barrodeau             | im 13. Jahrhundert für den Hof der Herzöge von Burgund erbaut, von 1594 bis 1697 Franziskanerkloster, seitdem Wohnnutzung | 46 rue du Bourg-à-Mont 2-4 rue des Cordeliers (Lage) | PA00112197    | Inscrit      | 1925  | weitere Bilder |
| Kirche St-Jean-Baptiste          | 1551 geweiht, Anfang des 16. Jahrhunderts erweitert | Rue Saint-Jean (Lage)                                | PA00112757    | Inscrit      | 1991  | weitere Bilder |
| Joffre-Denkmal                   | 1935 aufgestellt, Bildhauer Jean Dampt | Place Joffre (Lage)                                  | PA21000081    | Inscrit      | 2016  |                |
| Hôtel de Clermont-Tonnerre       | ehemalige Ursulinenkapelle, 1630 erbaut, Mitte des 18. Jahrhunderts zu Wohnzwecken umgebaut | 35 rue du Bourg-à-Mont (Lage)                        | PA21000021    | Inscrit      | 2001  | weitere Bilder |
| Karmelitinnenkloster und Gericht | Karmelitinnenkloster 1622 gegründet, 1792 aufgelöst; ab 1821 Gerichtsgebäude, in Teilen Wohnnutzung | 22, 24 rue du Bourg-à-Mont (Lage)                    | PA00135219    | Inscrit      | 1996  | weitere Bilder |
| Stadtbibliothek                  | Anfang des 17. Jahrhunderts erbaut | 9 rue des Avocats (Lage)                             | PA00112188    | Classé       | 1993  | weitere Bilder |
| Kirche St-Vorles                 | ab dem 11. Jahrhundert | rue Saint Vorles (Lage)                              | PA00112194    | Classé       | 1909  | weitere Bilder |
| Kirche St-Nicolas                | ab dem 12. Jahrhundert | Rue Saint-Nicolas (Lage)                             | PA00112193    | Classé       | 1942  | weitere Bilder |
| Burg der Herzöge von Burgund     | Burg der Herzöge von Burgund aus, ab dem 12. Jahrhundert, ab 1598 abgebrochen | Rue Saint-Vorles (Lage)                              | PA00112190    | Classé       | 1909  | weitere Bilder |
| Kirche St-Pierre                 | Kirche der Augustiner-Chorherren (Genovevaner); ab dem 12. Jahrhundert, heute Musée du Pays Châtillonnais | 14 rue de la Libération (Lage)                       | PA00112192    | Classé       | 1930  | weitere Bilder |
| Maison Philandrier               | aus dem 16. Jahrhundert | 5, 7 rue du Bourg (Lage)                             | PA00112198    | Classé       | 1928  | weitere Bilder |

## Liste der Objekte
| Bezeichnung                                                                         | Beschreibung | Standort                                                                                     | Kennzeichnung | Schutzstatus | Datum | Bild           |
| ----------------------------------------------------------------------------------- | --- | -------------------------------------------------------------------------------------------- | ------------- | ------------ | ----- | -------------- |
| Wurzel-Jesse-Fenster (1)                                                            | Buntglas, bezeichnet 1551 | in der Kirche St-Jean-Baptiste (Lage)                                                        | PM21000554    | Classé       | 1925  |                |
| Pietà                                                                               | Kalkstein, farbig gefasst und vergoldet, 17. Jahrhundert                                                                            | in der Kirche St-Jean-Baptiste (Lage)                                                        | PM21000555    | Classé       | 1925  |                |
| Chorgestühl und Wandvertäfelung                                                     | Eichenholz, 17. und 18. Jahrhundert; aus der Kartause von Lugny in Leuglay                                                          | in der Kirche St-Jean-Baptiste (Lage)                                                        | PM21000556    | Classé       | 1925  |                |
| Kruzifix                                                                            | Holz, farbig gefasst, 16. Jahrhundert                                                                                               | in der Kirche St-Jean-Baptiste (Lage)                                                        | PM21000557    | Classé       | 1925  |                |
| Skulptur Erzengel Michael                                                           | Stein, vergoldet, drittes Viertel des 16. Jahrhunderts                                                                              | in der Kirche St-Jean-Baptiste (Lage)                                                        | PM21000558    | Classé       | 1925  |                |
| Skulptur Madonna mit Kind (1)                                                       | Kalkstein, farbig gefasst und vergoldet, um 1320                                                                                    | in der Kirche St-Jean-Baptiste (Lage)                                                        | PM21000559    | Classé       | 1925  |                |
| Skulptur Christus in der Rast                                                       | Kalkstein, farbig gefasst, 16. Jahrhundert                                                                                          | in der Kirche St-Jean-Baptiste (Lage)                                                        | PM21000560    | Classé       | 1929  |                |
| Gemälde Madonna mit Kind und Johannesknaben                                         | Ölfarbe auf Eichenholz, bezeichnet 1531; aus der Kirche St-Jean-Baptiste                                                            | im Musée du Pays Châtillonnais (Lage)                                                        | PM21000561    | Classé       | 1940  |                |
| Skulptur Unterweisung Mariens (1)                                                   | Kalkstein, farbig gefasst, 15. Jahrhundert                                                                                          | in der Kirche St-Jean-Baptiste (Lage)                                                        | PM21000562    | Classé       | 1964  |                |
| Jakobspilgerfenster                                                                 | Buntglas, um 1530 | in der Kirche St-Nicolas (Lage)                                                              | PM21000563    | Classé       | 1909  | weitere Bilder |
| Wurzel-Jesse-Fenster (2)                                                            | Buntglas, um 1535/40 | in der Kirche St-Nicolas (Lage)                                                              | PM21000564    | Classé       | 1909  | weitere Bilder |
| Sechs Kirchenfenster                                                                | Buntglas, 16. Jahrhundert, teilweise im 19. Jahrhundert neu montiert                                                                | in der Kirche St-Nicolas (Lage)                                                              | PM21000565    | Classé       | 1909  |                |
| Skulptur Unterweisung Mariens (2)                                                   | Kalkstein, farbig gefasst, 16. Jahrhundert                                                                                          | in der Kirche St-Nicolas (Lage)                                                              | PM21000566    | Classé       | 1964  |                |
| Gemälde Madonna mit Kind                                                            | Ölfarbe auf Holz, 16. Jahrhundert                                                                                                   | in der Kirche St-Nicolas (Lage)                                                              | PM21000567    | Classé       | 1964  |                |
| Gemälde Kindermord in Bethlehem                                                     | Ölfarbe auf Leinwand, 17. Jahrhundert; nach Peter Paul Rubens                                                                       | in der Kirche St-Nicolas (Lage)                                                              | PM21000568    | Classé       | 1964  |                |
| Kanzel                                                                              | Eichenholz, 1900 | in der Kirche St-Nicolas (Lage)                                                              | PM21000569    | Classé       | 1972  | weitere Bilder |
| Gemälde Überführung der Reliquien des heiligen Vorelius von Marcenay nach Châtillon | Diptychon; Ölfarbe auf Holz, um 1600                                                                                                | in der Kirche St-Vorles (Lage)                                                               | PM21000571    | Classé       | 1901  |                |
| Tabernakelaufhängung                                                                | Holz, farbig gefasst und vergoldet, zweite Hälfte des 18. Jahrhunderts; aus dem Kloster Val-des-Choues in Villiers-le-Duc           | in der Kirche St-Vorles (Lage)                                                               | PM21000572    | Classé       | 1901  |                |
| Antependium                                                                         | Klosterarbeit; Leinen, bestickt, um 1700                                                                                            | in der Kirche St-Vorles (Lage)                                                               | PM21000573    | Classé       | 1907  |                |
| Altarbaldachin                                                                      | Holz, vergoldet, 18. Jahrhundert | in der Kirche St-Vorles (Lage)                                                               | PM21000574    | Classé       | 1907  |                |
| Grablegungsgruppe                                                                   | Kalkstein, um 1527 | in der Kirche St-Vorles (Lage)                                                               | PM21000575    | Classé       | 1908  | weitere Bilder |
| Baldachin der Kirchenvorsteherbank                                                  | Holz, 18. Jahrhundert | in der Kirche St-Vorles (Lage)                                                               | PM21000576    | Classé       | 1922  |                |
| Sechs Gemälde Leben des heiligen Vorelius                                           | Ölfarbe auf Leinwand, um 1600 | in der Kirche St-Vorles (Lage)                                                               | PM21000577    | Classé       | 1925  |                |
| Grabstein für Philibert de Frettes und Antoine Joly                                 | Kalkstein, 1577, bezeichnet 1697 (Zweitverwendung)                                                                                  | in der Kirche St-Vorles (Lage)                                                               | PM21000578    | Classé       | 1936  |                |
| Grabstein für Jean Morel, Claire Morel und Jeanne Pion                              | Kalkstein, bezeichnet 1584, 1639 und 1656                                                                                           | in der Kirche St-Pierre (Lage)                                                               | PM21000579    | Classé       | 1936  |                |
| Skulptur Madonna mit Kind (2)                                                       | Kalkstein, 14. Jahrhundert; aus der Kirche St-Pierre-ès-Liens in Vertault; 1973 gestohlen                                           | im Musée du Pays Châtillonnais (Lage)                                                        | PM21000580    | Classé       | 1902  |                |
| Skulptur Paulus                                                                     | Kalkstein, 13. Jahrhundert (zweite Skulptur von links)                                                                              | im Musée du Pays Châtillonnais (Lage)                                                        | PM21000581    | Classé       | 1957  |                |
| Funde aus dem Grab von Vix                                                          | u. a. ein Krater, zwei Bronzebecher, ein goldener Torques, Schmuckstücke etc.; Bronze, Gold, Keramik, 6. und 5. Jahrhundert v. Chr. | im Musée du Pays Châtillonnais (Lage)                                                        | PM21000582    | Classé       | 1956  | weitere Bilder |
| Gedenktafel                                                                         | Kalkstein, bezeichnet 1654 | in der Stadtbibliothek (Lage)                                                                | PM21000583    | Classé       | 1938  |                |
| Wandgemälde (1)                                                                     | zwei sich überlagernde Motive aus dem 14. und 15. Jahrhundert                                                                       | in der Kirche St-Vorles (Kapelle Ste-Thérèse) (Lage)                                         | PM21002646    | Classé       | 1909  |                |
| Wandgemälde (2)                                                                     | aus dem 15. Jahrhundert | in der Kirche St-Vorles (Kapelle Ste-Thérèse) (Lage)                                         | PM21002647    | Classé       | 1909  |                |
| Wandgemälde (3)                                                                     | aus dem 14. Jahrhundert | in der Kirche St-Vorles (Kapelle Ste-Thérèse) (Lage)                                         | PM21002648    | Classé       | 1909  |                |
| Wandgemälde Christus mit Tetramorph und Aposteln                                    | aus dem 14. Jahrhundert (?) | in der Kirche St-Vorles (Kapelle Ste-Thérèse) (Lage)                                         | PM21002649    | Classé       | 1909  |                |
| Wandgemälde Prozession von Heiligen                                                 | aus dem 15. Jahrhundert | in der Kirche St-Vorles (Kapelle Ste-Thérèse) (Lage)                                         | PM21002650    | Classé       | 1909  |                |
| Wandgemälde Versammlung zum Gebet und heiliger Andreas mit zwei Engeln              | aus dem 15. Jahrhundert | in der Kirche St-Vorles (am Westportal) (Lage)                                               | PM21002651    | Classé       | 1909  |                |
| Wandgemälde mit geometrischen Motiven                                               | aus dem 12. Jahrhundert (2) | in der Kirche St-Vorles (auf der Nordseite des Chorraums und im südlichen Querschiff) (Lage) | PM21002652    | Classé       | 1909  |                |
| Mörser und Stößel                                                                   | Bronze, bezeichnet 1668 | im Centre Hospitalier Intercommunal (Lage)                                                   | PM21004946    | Classé       | 2018  |                |
| Schrank                                                                             | Eichenholz, Anfang des 18. Jahrhunderts                                                                                             | im Centre Hospitalier Intercommunal (Lage)                                                   | PM21004947    | Inscrit      | 2013  |                |
| Gemälde Heiliger Vorelius                                                           | Ölfarbe auf Leinwand, 17. oder 18. Jahrhundert                                                                                      | in der Kirche St-Nicolas (Lage)                                                              | PM21004822    | Inscrit      | 2009  |                |
| Gemälde Heiliger Nikolaus                                                           | Ölfarbe auf Leinwand, Holzrahmen, Anfang des 19. Jahrhunderts                                                                       | in der Kirche St-Nicolas (Lage)                                                              | PM21004823    | Inscrit      | 2009  |                |
| Relif Mariä Himmelfahrt                                                             | Stuck und Holz, monochrom gefasst, Ende des 17. Jahrhunderts, von Jean Dubois                                                       | im Musée du Pays Châtillonnais (Lage)                                                        | PM21005127    | Inscrit      | 2014  |                |
| Skulptur Heiliger Vorelius                                                          | Aufsatz eines Prozessionsstabs; Kupfer, versilbert, 18. Jahrhundert                                                                 | im Musée du Pays Châtillonnais (Lage)                                                        | PM21003614    | Inscrit      | 1980  |                |